# Andreas Kurzmann
Andreas Kurzmann (gestorben zwischen 1428 und 1431) war ein Zisterziensermönch im obersteirischen Stift Neuberg an der Mürz, wo er als Kantor, Abschreiber lateinischer Werke und Verfasser deutschsprachiger geistlicher Dichtungen wirkte.

## Leben
Andreas Kurzmann lebte und wirkte in der zweiten Hälfte des 14. und der ersten Hälfte des 15. Jahrhunderts und dürfte steirischer oder niederösterreichischer Herkunft gewesen sein, wie Studien zum Wortschatz des Dichters ergeben haben. Über die Person Andreas Kurzmann ist nur wenig bekannt. Das Wenige, das die Nachwelt über den obersteirischen Dichtermönch weiß, basiert lediglich auf Ableitungen und Schlussfolgerungen aus den handschriftlichen Notizen von Kurzmanns Mitbruder Heinrich Schäbel und den Schreibervermerken des Dichters selbst.
Aus dem Schreibervermerk im Codex 194 der Stiftsbibliothek Seitenstetten wird deutlich, dass Kurzmann diese Abschrift des Neuen Testaments am 10. Februar 1390 fertigstellte und zu diesem Zeitpunkt bereits Neuberger Profess war, ein genaues Datum des Gelübdes kann jedoch nicht eruiert werden. Ferner verzeichnet der Vermerk der Hs. 1254 der Universitätsbibliothek Graz vom 7. März 1396 Andreas Kurzmann als Kantor des Neuberger Stifts – auch seine Profess wird in diesem Zuge erwähnt. Demnach muss Andreas Kurzmann vor 1390 ins Zisterzienserkloster Neuberg an der Mürz eingetreten sein, legte dort seine Profess ab und agierte als (Vor-)Sänger und Schreiber. In der Literatur wird Andreas Kurzmann zuweilen auch das Amt des Vikars in Spital am Semmering zugeschrieben, was aus dem Kolophon der Hs. 1253 der UB Graz erschlossen wird. Dabei dürfte es sich jedoch um eine Fehlinterpretation handeln: So verweist Bruder Andreas nach der Nennung seines Namens nicht auf sich selbst, sondern auf einen Herrn Christian, der zum Zeitpunkt der Fertigstellung des Codex das Amt des Kirchenrektors bekleidete. Mit dem 22. September 1407 liegt das Datum des letzten eigenhändigen Kolophons von Andreas Kurzmann in der Hs. 1295 der UB Graz vor. Das Sterbedatum des obersteirischen Dichtermönchs ist nicht bekannt, sein Tod wird auf die Jahre zwischen 1428 und 1431 datiert. Aufschlussreich ist diesbezüglich der handschriftliche Vermerk von Kurzmanns Mitbruder Heinrich Schäbel in der Hs. 856 der UB Graz: Schäbel versah den Codex mit 4 Datumsangaben: Während die ersten zwei Vermerke mit 1428 datiert wurden, wurden im dritten 1431 und im vierten 1462 als Jahr der Fertigstellung der jeweiligen Abschrift angegeben. Andreas Kurzmann wird jedoch erst zwischen dem zweiten und dem dritten Vermerk angeführt, womit sich als terminus ante quem das Jahr 1431 ergibt.

## Werke

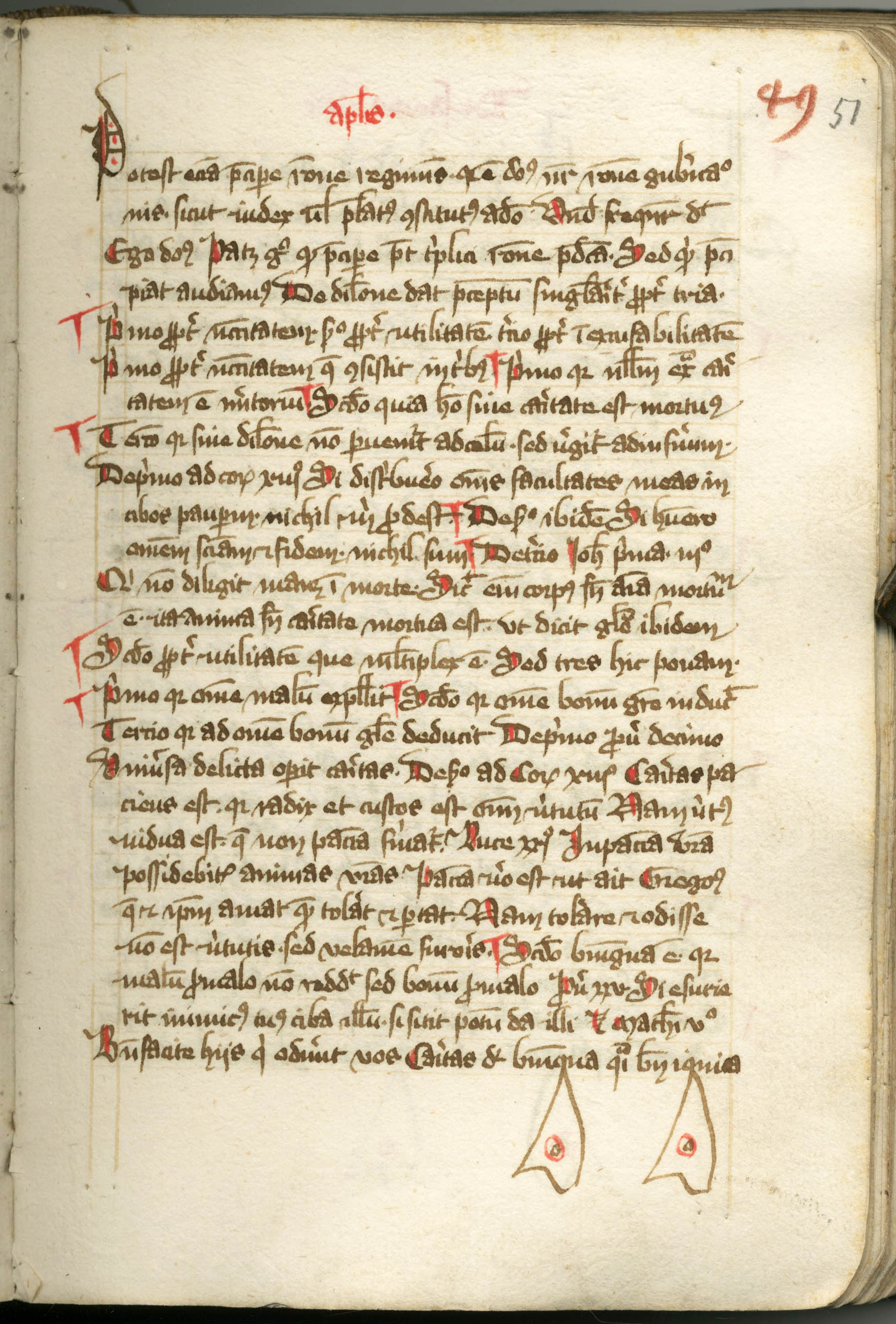
Universitätsbibliothek Graz, Ms. 1258, fol. 51r: Die Handschrift des Andreas Kurzmann, identifizierbar an den ausladenden g-Schleifen

Neben festgesetzten Gebetszeiten, Verwaltungsarbeiten und der Bewirtschaftung (von Land und Wasser) war Schriftlichkeit ein inhärenter Teil im Tagesablauf eines Zisterziensermönchs. Zisterzienserorden gelten als „Pioniere der Schriftlichkeit im Allgemeinen wie des Urkundenwesens im Besonderen“. Die Klöster verfügten somit über elaborierte Skriptorien, in denen Texte abgeschrieben und neu verfasst wurden. Auch Andreas Kurzmann war ein sogenannter „Schreiber-Mönch“, der im Zuge seiner Arbeit in der Schreibstube nicht nur bestehende lateinische Werke abschrieb, sondern auch selbst geistliche Dichtungen verfasste.

### Abschriften lateinischer Werke
Bruder Andreas fertigte im Rahmen seiner Schreibertätigkeit zahlreiche Abschriften lateinischer Werke an, die von Kopien des Neuen Testaments, Predigten bis hin zu Texten, die im klösterlichen Schulunterricht Verwendung fanden, reichen. Von Andreas Kurzmanns Schreibertätigkeit sind heute noch insgesamt 11 lateinische Handschriften erhalten. Während je eines der Manuskripte im Benediktinerstift Seitenstetten und der Österreichischen Nationalbibliothek (ÖNB) aufbewahrt wird, befinden sich die übrigen neun in der Handschriftensammlung der Universitätsbibliothek Graz, wohin ein Großteil der Handschriftenbestände nach der Auflösung des Stifts im Jahre 1786 verlagert wurde. Sieben dieser elf Handschriften [dazu zählen: Codex 3508 (ÖNB Wien), Hs. 589 (UB Graz), Hs. 595 (UB Graz), Hs. 672 (UB Graz), Hs. 677 (UB Graz), Hs. 911 (UB Graz), HS. 1258 (UB Graz)] weisen keinen Schreibervermerk Kurzmanns auf. Aufgrund des charakteristischen typographischen Schriftbilds können diese Handschriften – auch ohne expliziten Verweis auf den Zisterziensermönch – dennoch eindeutig seiner Hand zugewiesen werden: Dabei sind es vor allem die ausladenden g-Schleifen in der jeweils untersten Zeile des Schriftspiegels, die zur auffälligen Schriftcharakteristik Kurzmanns beitragen. Daneben trägt die steile Schrift mit einem relativ hohen Ansetzen der Graphen l und a zur Identifizierung seiner Hand bei.

### Überlieferung

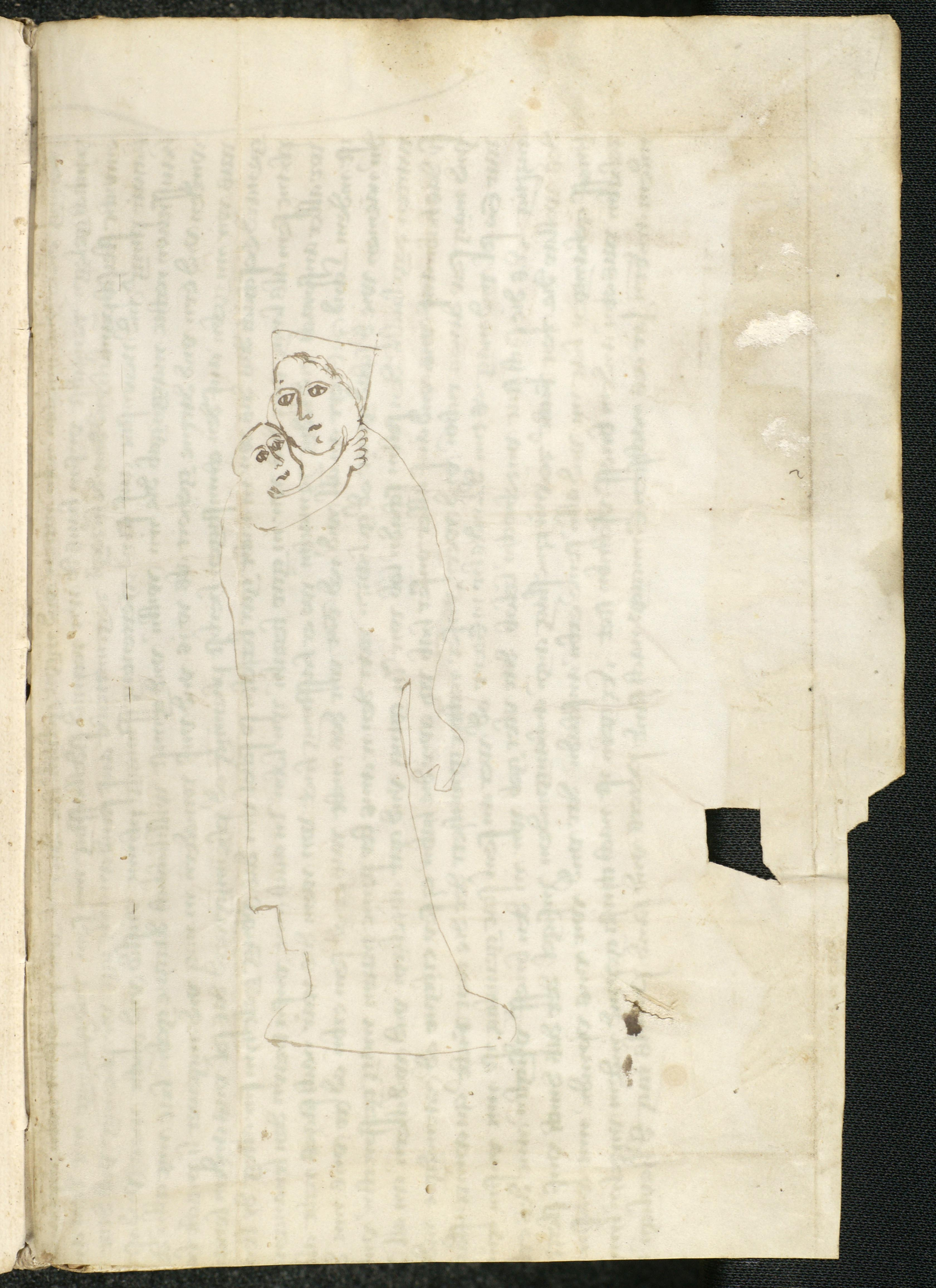
Universitätsbibliothek Graz, Ms. 1253, hinteres Vorsatzblatt: Nachzeichnung der Neuberger Madonna (?)

- Stiftsbibliothek Seitenstetten, Codex 194 (1390, Schreibervermerk auf fol. 135rb): Hier handelt es sich um eine Sammelhandschrift; der erste Teil des Codex – eine vollständige Niederschrift des Neuen Testaments – stammt dabei aus Kurzmanns Feder. Die Handschrift gehört nicht zu den Seitenstetter Altbeständen. In welchem Jahr der Codex in die Obhut der Stiftsbibliothek gelangt ist, kann zeitlich nicht rekonstruiert werden.
- Österreichische Nationalbibliothek, Wien, Codex 3508: Inhalt: Libellus definitionum ordinis Cisterciensis ab initio mutilus, Novellae definitiones factae 1316 und Statuta temporalia. Obgleich die für Kurzmann charakteristischen g-Schleifen am Ende des Blattes fehlen, wird der Codex in der Forschung – nicht ohne Gegenstimmen – Kurzmanns Schreiberhand zugewiesen.[8]
- Universitätsbibliothek Graz, Hs. 1254 (1396, Schreibervermerk auf fol. 180v): Inhalt: Theologische und hagiographische Texte unter anderem bspw. von Johannes Guallensis und Thomas de Hibernia, Pseudo-Johannes Crysostomus oder Pseudo-Augustinus.
- Universitätsbibliothek Graz, Hs. 1253 (1403, Schreibervermerk auf fol. 88v): Inhalt: Regulae pastoralis liber von Gregor dem Großen. Des Weiteren birgt die Handschrift eine Zeichnung auf dem hinteren Vorsatzblatt. Obwohl es sich hier lediglich um eine ‚Federprobe‘ handeln könnte, liegt die Vermutung nahe, dass Andreas Kurzmann, dessen Hand sich für den gesamten Codex verantwortlich zeigt, hier seine Fähigkeiten als Illustrator unter Beweis stellen wollte. Möglicherweise hat sich Bruder Andreas gemäß zisterziensischer Tradition der Marienverehrung mit dieser Skizze an einer Nachzeichnung der Neuberger Madonna versucht.[9]
- Universitätsbibliothek Graz, Hs. 1295 (1407, Schreibervermerk auf fol. 185r): Inhalt: diverse theologische Texte, so zum Beispiel Super hymnos cisterciensis ordinis.
- Universitätsbibliothek Graz, Hs. 589: Inhalt: Tabula zur Summa poenitentialis von Thomas de Chabham sowie weiters ein lateinisches Rundschreiben an Pfarrer und Seelsorger bezüglich des Osterdienstags in Spital am Semmering im 15. Jh.
- Universitätsbibliothek Graz, Hs. 595: Inhalt: Sermones de sanctis per totum annum von Johannes Militius.
- Universitätsbibliothek Graz, Hs. 672: Inhalt: Texte von Beda Venerabilis, Maximilian Taurinensis, Fulgentius, Pseudo-Augustinus und Leo dem Großen.
- Universitätsbibliothek Graz, Hs. 677: Inhalt: Texte von Humbertus de Romanis (* um 1200; † 14. Juli 1277)[10] und Pseudo-Johannes Chrysostomus.
- Universitätsbibliothek Graz, Hs. 911: Inhalt: Liber pastoralis Cura von Gregor dem Großen.
- Universitätsbibliothek Graz, Hs. 1258: Inhalt: Neben drei anonymen Predigten finden sich in dieser Handschrift u. a. Texte von Pseudo-Augustinus, Gregor dem Großen und Bernhard von Clairvaux. Drei dieser Predigten enthalten eingefügte deutsche Wörter (Glossen) – ob diese aus der Hand des Zisterziensermönchs stammen oder getreu den Vorlagen entnommen wurden, kann nicht festgestellt werden. Anton Kern glaubt, die anonym überlieferten Texte der Autorschaft Kurzmanns zuweisen zu können.

### Deutschsprachige geistliche Dichtungen
Andreas Kurzmann hat nicht nur lateinische Werke abgeschrieben, sondern wirkte auch selbst als Verfasser fünf deutschsprachiger geistlicher Texte. Es handelt sich dabei um deutsche Reimpaardichtungen, die Kurzmann eher frei nach lateinischen Vorlagen gestaltete. Die Texte in der Volkssprache Deutsch dienten der katechetischen Unterweisung von Laienbrüdern sowie einfachen Gläubigen, und so war Bruder Andreas darum bemüht, die geistlichen Dichtungen in schlichter und volksnaher Sprache niederzuschreiben. Die zentrale Botschaft in und hinter Bruder Andreas‘ Texten ist das Vertrauen auf die Güte und Gnade Gottes und darauf, dass sich alle Gläubigen, die eine christliche Lebensweise unter den Geboten Gottes führen, dessen Erbarmen sicher sein können. Nimmt die Marienverehrung im Leben eines Zisterziensermönchs eine besondere Stellung ein, so erhält die Gottesmutter gemäß dieser Tradition in Kurzmanns Werken ebenfalls ihre besondere Rolle als Fürsprecherin der Gläubigen. Obgleich Bruder Andreas keine direkten Kontakte zur vorreformatorischen Strömung der Pastoraltheologie nachgewiesen werden können, weisen die Intentionen hinter Kurzmanns Dichtungen dennoch zeitgeistige Parallelen damit auf. Ziel dieser Seelsorge war es, den Gläubigen Hoffnung auf die Errettung ihrer Seele zu geben und damit Stütze und Hilfe echter Lebensbewältigung zu sein.
In allen seinen Dichtungen nennt der Zisterziensermönch sich selbst (bspw. im ‚Sterbebüchlein‘ De quodam moriente – Von ainem mann der do sterben woldt V. 91: Also sprach Andre chuerczman.), das Speculum humanae salvationis versieht Bruder Andreas zusätzlich im Prolog mit seinem Namen. Keines der Werke ist im Original erhalten, die Texte liegen nur in Abschriften aus dem 15. Jahrhundert vor.
Andreas Kurzmanns Dichtung umfasst das Speculum humanae salvationis, das eine bearbeitete Übersetzung eines typologischen Heilsspiegels darstellt, zwei Legenden (Amicus und Amelius, St. Alban), ein Streitgespräch von der Rettung der Seele eines reumütigen Sünders (De quodam moriente – Von ainem mann der do sterben woldt) sowie das Soliloquium Mariae cum Jhesu, das die wichtigsten Glaubensfragen des Christentums in einem Zwiegespräch zwischen der Gottesmutter Maria und Jesus verhandelt.

#### Speculum humanae salvationis
Überlieferung: Stiftsbibliothek Vorau, Codex 178, fol. 194r-247v
Das Speculum humanae salvationis umfasst 8942 Verse und wird von Andreas Kurzmann selbst als Dez menschen haylsam spiegel bezeichnet. Die Handschrift des Augustiner-Chorherrenstifts Vorau dürfte in der zweiten Hälfte des 15. Jahrhunderts entstanden sein und stellt eine freie Übertragung Kurzmanns eines um 1320 überlieferten Erbauungsbuches in lateinischer Reimprosa dar, das im Spätmittelalter eine populäre Form typologischer Dichtung war. Bei dem lateinischen Text handelt es sich – ähnlich einer Armenbibel – um eine bebilderte Bibeldichtung, deren Illustrationen im Prolog der Laien-Lektüre zugewiesen werden. Der Hauptteil umfasst 42 Kapitel, die je aus vier Bildern und 100 Reimzeilen bestehen. Während die Bilder der ersten beiden Kapitel Szenen des Alten Testaments bis zur Arche Noahs illustrieren, werden diese zugunsten allgemeiner Aussagen im Text nur angedeutet. Alle übrigen Kapitel sind als typologische Gegenüberstellungen konzipiert: Einer Szene des Neuen Testaments werden dabei drei Bilder aus dem Alten Testament und teilweise auch Darstellungen außerbiblischer Herkunft gegenübergestellt. Die Texte greifen die Bilder inhaltlich auf, werden jedoch durch katechetische Unterweisungen und Hinweise ergänzt.
Das Speculum humanae salvationis Kurzmanns ist mit dem Codex 178 lediglich in einer einzigen Handschrift aus der Steiermark ohne Bilder und somit nur als Text überliefert. Aus heutiger Sicht kann nicht mit Sicherheit erschlossen werden, ob das Original mit Illustrationen bestückt war beziehungsweise ob Bruder Andreas eine Verbindung von Bild und Text angestrebt hatte. Andere Übersetzungen des Speculums wie beispielsweise von Konrad von Helmsdorf oder Heinrich Laufenberg sowie diverse Hinweise der visuellen Wahrnehmung im Text sprechen für diese Annahme.

#### De quodam moriente – Von ainem mann der do sterben woldt
Überlieferung: Universitätsbibliothek Salzburg, Codex M I 138, fol. 249r-251r
Der Text ist den ars-moriendi-Gedichten zuzuordnen und gemeinsam mit zwei weiteren Reimlegenden (Amicus und Amelius, St. Alban) des Dichters in einem Salzburger-Codex (= UB, M I 139) überliefert. Der deutsche Text ist von lateinischen Einschüben durchdrungen, die zusammen eine Dialog-Reihe der sprechenden Akteure in Kurzmanns Dichtung darstellen. Damit ist jedoch keine Narration des Texts erreicht – die deutschen Zeilen rekurrieren auf die lateinischen Verse und fungieren auf diese Weise als ‚narratologische Brücken‘.
De quodam moriente erzählt in einem 91 Verse umfassenden Streitgespräch von der Rettung der Seele eines reumütigen Sünders. Ein Sterbender wird im Augenblick des Todes vom Teufel heimgesucht, der dessen Seele in Besitz nehmen möchte, weil der Mensch gesündigt habe. Dem Teufel widerspricht jedoch ein Engel, der am Kopfende des Sterbebettes sitzt, mit dem Argument, dass der Sterbende aufrichtige Reue empfinde. Der Sünder erschrickt angesichts seiner begangenen Untaten, stößt jedoch in höchster Not ein flehendes Stoßgebet an die Gottesmutter gen Himmel:
| Der sunder gar vil hart ercham, do er des veints red vernam. Er macht der sundn nicht gelaugn vnd ward auch wenkchn pede augen hin zw der mueter ihesu christ vnd sprach czu ir, als man do list: O spes in morte, me salua, Mariam precor te! Maria, hofnung in dem tad, nu siech an heut mein grasse nat vnd hilf mir, das ich werd gehailet vnd mit dem veint nicht werd vertailet, der mich laider oft hat petrogen vnd zu den sundn hin geczogen. Das ist mir laid von ganczm herczn. Nu hilf mir heut aus meinem smerczn, wenn du pist der genadn vol, als yeder man gelaubn sol. | Der Sünder erschrak gar heftig, als er die Worte des bösen Feindes hörte. Er konnte seine Sünden nicht leugnen, richtete jedoch seine Augen hin zur Mutter Jesu Christi und sprach zu ihr, wie man liest: O Hoffnung im Tod, rette mich, Maria, ich bitte dich! „Maria, Hoffnung in der Todesstunde, schau herab auf meine große Not, in der ich mich heute befinde, und hilf mir, dass ich gerettet und nicht mit dem Feind gemeinsam verurteilt werde, der mich leider oftmals getäuscht und zu Sünden verführt hat: Das tut mir von ganzem Herzen Leid! Nun hilf mir heute aus meiner Not, denn du bist voll Gnade, wie jeder Mensch wissen sollt“ |

Textabdruck nach der Handschrift Salzburg, UB, Cod. M I 138, fol. 249r–251r, und Übersetzung von Andrea Hofmeister-Winter, V. 15-30.
Der Hilferuf des Sterbenden löst eine wahre himmlische „Rettungs-Kettenreaktion“ aus: Mutter Maria bittet ihren Sohn, Jesus Christus, um die Erlösung des Sünders und zeigt demonstrativ auf ihre Brüste, mit denen sie Jesus genährt habe. Dieser wendet sich an Gott im Himmel mit dem Verweis auf seine Wunden, die er am Kreuz erlitten habe. Gott ist augenblicklich überzeugt und schickt einen Engel, um der bangenden Seele des mittlerweile Verstorbenen die frohe Botschaft mitzuteilen. Gegen Ende der Erzählung rekapituliert der Hl. Bernhard die zentrale Botschaft des Textes:
| Sand Pernhart spricht ain suesses wart, das ist halt ausdermasn czartt: Aspice, peccator, vbi filius est mediator pro precibus matris, que sit responsio patris! O sunder, du solt das ansechn, was gott der vater hat gegechn zw seinem sun, dem ihesu christ, der dir czwar ein versuener ist! Vnd cham das her von dem gepet, das christi mueter czu im tett. Secht, vmb das nyemant sol verczagen. Sein grasse nat sol er chlagen der mueter aller saligchait, dew yedem menschn ist perait. Auch sich nyemt verlafn chan, der sy mit andacht rueft an | Vom heiligen Bernhard stammt ein trostreiches Wort, das unermesslich wohltuend ist: Achte darauf, Sünder, was die Antwort des Vaters ist, wenn der Sohn sich auf Bitten seiner Mutter als Vermittler einsetzt! „O Sünder, richte dein Augenmerk darauf, was Gott Vater zu seinem Sohn Jesus Christus gesagt hat, der wahrhaftig dein Versöhner ist! Wobei dies wiederum von jenem Gebet herrührte, das Christi Mutter an diesen gerichtet hatte.“ Seht, darum soll niemand verzweifeln, sondern seine große Not der Mutter aller Seligkeit klagen, die für alle Menschen da ist. Also wird niemand verloren gehen, der sich andächtig an sie wendet. |

Textabdruck nach der Handschrift Salzburg, UB, Cod. M I 138, fol. 249r–251r, und Übersetzung von Andrea Hofmeister-Winter, V. 77-90.

#### Amicus und Amelius
Überlieferung: Universitätsbibliothek Salzburg, Codex M I 138, fol. 225r-248v
1165 Verse berichten in Andreas Kurzmanns Dichtung Amicus und Amelius über die Treue und tiefgreifende Freundschaft zwischen Graf Amelius und Ritter Amicus. Die Geschichte rund um die beiden Freunde blickt auf eine lange Stofftradition zurück, und so zeugen unzählige Bearbeitungen seit dem Mittelalter von der Beliebtheit der Erzählung. Mit dem Engelhard Konrads von Würzburg liegt ebenfalls eine Adaption der Freundschaftssage vor, auch wenn Konrad kleine inhaltliche Veränderungen vorgenommen und die Geschichte um einige Motive erweitert hat. Auch beim „Engelhard“ findet sich Treue als Leitmotiv, Konrad beschreibt diese im Prolog der Erzählung als wertvolle Tugend.
Die beiden Protagonisten gleichen sich derart, dass man sie nicht voneinander unterscheiden kann. Sie lernen sich auf dem Weg zu ihrer Taufe kennen und schließen eine Freundschaft, die sie zeit ihres Lebens verbinden wird. Nach dem Tod seines Vaters wird Amicus durch Neid und Hass von seinem Besitz vertrieben. Er macht sich auf den Weg zu Amelius, der jedoch seinerseits bereits die Reise zu Amicus angetreten hat. Nach längerer Irrfahrt begegnen sich die Freunde vor Paris und reiten gemeinsam an den Hof des Frankenkönigs Karl. Amicus wird Kämmerer des Königs, Amelius dessen Mundschenk. Als Amelius den Hof Karls für eine Weile verlässt und zu seiner Frau reitet, rät er Amicus, sich während seiner Abwesenheit vom feindseligen Grafen Ardecius und der schönen Königstochter fernzuhalten. Zu seinem Leidwesen ignoriert Amelius jedoch die weisen Ratschläge seines Freundes und schläft mit der jungfräulichen Königstochter. Das Vergehen wird am Königshof publik und Amelius muss seine Unschuld im Kampf beweisen. Durch Amicus‘ rechtzeitige Rückkehr bestreitet dieser den Gotteskampf für seinen Freund, während Amelius indes zur Frau von Amicus reist. Amicus gewinnt den Kampf, reitet nach Hause und tauscht wieder Position mit seinem Freund Amelius, der am Hof Karls anschließend Hochzeit mit der Königstochter hält. Durch Gottes Strafe erkrankt Amicus an Aussatz. Seine Frau beginnt ihn deswegen zu hassen und will ihn vergiften, er flieht jedoch rechtzeitig und kommt nach zwei Jahren zu Amelius, von dem er barmherzig aufgenommen und gepflegt wird. Von einer Engelserscheinung im Traum erfährt Amicus, dass Amelius seine Kinder töten müsse, denn nur von deren Blut könne Amicus geheilt werden. Amelius opfert seine Kinder unter großer Trauer, um seinen Freund zu heilen. Diese Treue wird von Gott durch die Wiederbelebung der Kinder belohnt. Die Legende endet mit dem Kampf des Papstes gegen die Langobarden. Amicus und Amelius kämpfen beide auf der Seite des Papstes, sterben jedoch in der Schlacht. Gott würdigt die beiden im Kreuzzug gefallenen Freunde als Heilige, indem er ihre Leichname nebeneinander in derselben Kirche vereinigt.

#### St. Alban
Überlieferung: Universitätsbibliothek Salzburg, Codex M I 138, fol. 206r-224v
Die Inzestsage St. Alban zählt insgesamt 923 Verse, als Vorlage ist vermutlich eine gekürzte Fassung der lateinischen Inzest-Legende anzunehmen.
Nach dem Tod seiner Gattin zeugt ein sonst edler Kaiser mit seiner Tochter einen Sohn, der nach der Geburt in Ungarn ausgesetzt wird. Das Kind, Albanus, wird in seinem Unglück jedoch gefunden und vom kinderlosen König aufgezogen. Ob seiner Tüchtigkeit wird der adoptierte Albanus noch zu Lebzeiten des Königs gekrönt. Indes glaubt der unwissende Kaiser, der von Albanus‘ vornehmem Wesen unterrichtet wird, einen geeigneten Gemahl für seine Tochter gefunden zu haben. In Unwissenheit aller wird die Ehe geschlossen und der Sohn auf diese Weise mit seiner Mutter vermählt. Nach dem Tod des Königs erhält Albanus die bei ihm gefundenen Leihgaben und muss auf diese Weise schmerzlich den Inzest mit seiner eigenen Mutter erkennen. Albanus und seinen Eltern wird von einem Einsiedler eine siebenjährige Bußzeit auferlegt. Der Kaiser und seine Tochter begehen jedoch erneut Sünde, der Inzest wiederholt sich. Albanus wird Zeuge dieser Leidenschaft und tötet daraufhin seine Eltern. Nach erneut auferlegter siebenjähriger Bußzeit beschließt Albanus, künftig als Eremit zu leben und verzichtet auf die Herrschaft seines Reiches. In der Einsamkeit des Einsiedlertums wird Albanus ausgeraubt und getötet, seine Leiche wird in einen Fluss geworfen. Der Leichnam treibt zu einer Mühle, wo ein Ritter mit seiner an Aussatz erkrankten Tochter lebt. Die Berührung mit dem Wasser heilt das kranke Mädchen und in weiterer Folge andere Aussätzige von ihrem Leid.

#### Soliloquium Mariae cum Jhesu
Überlieferung: Universitätsbibliothek Graz, Ms 856, fol. 197r-203v
Das Soliloquium des Andreas Kurzmann ist ein theologischer Dialog über die Passion bzw. das Erlösungswerk Jesu zwischen der Gottesmutter und ihrem Sohn, Jesus Christus. Der als Lehrdialog konzipierte Text informiert im Zuge eines vertrauten Mutter-Sohn-Gesprächs über die zentralen Glaubensfragen des Christentums, wobei Jesu als allwissendes Gotteskind Mutter Maria über seine Mission auf Erden, seine Leidensgeschichte sowie Rückkehr informiert und dabei geduldig auf all ihre Fragen antwortet. Diese Stoffmotivik fand im gesamten Mittelalter weite Verbreitung.
Der Text Andreas Kurzmanns mit dem lateinischen Titel Soliloquium Marie cum Jhesu secundum Gregorium papam et doctorem sanctissimum ist mit 427 Versen die zweitkürzeste der Dichtungen des zisterziensischen Ordensbruders. Bruder Andreas‘ Soliloquium dürfte auf die in der ersten Hälfte des 13. Jahrhunderts entstandene Vita beatae virginis Mariae et salvatoris rhythmica zurückgehen. Der Dialog Kurzmanns befindet sich am Ende des 2. Buches in diesem lateinischen Marienleben. Während die lateinische Vorlage 27 Glaubensfragen in Dialog-Form diskutiert, wählte Bruder Andreas lediglich 12 aus diesem Katalog und erweiterte seine Dichtung um narrative Einschübe zum Apostolischen Glaubensbekenntnis sowie um einen Laienkatechismus. Viele Stellen des Neuberger „Soliloquiums“ beruhen dabei zusätzlich auf Aussagen Gregors des Großen.

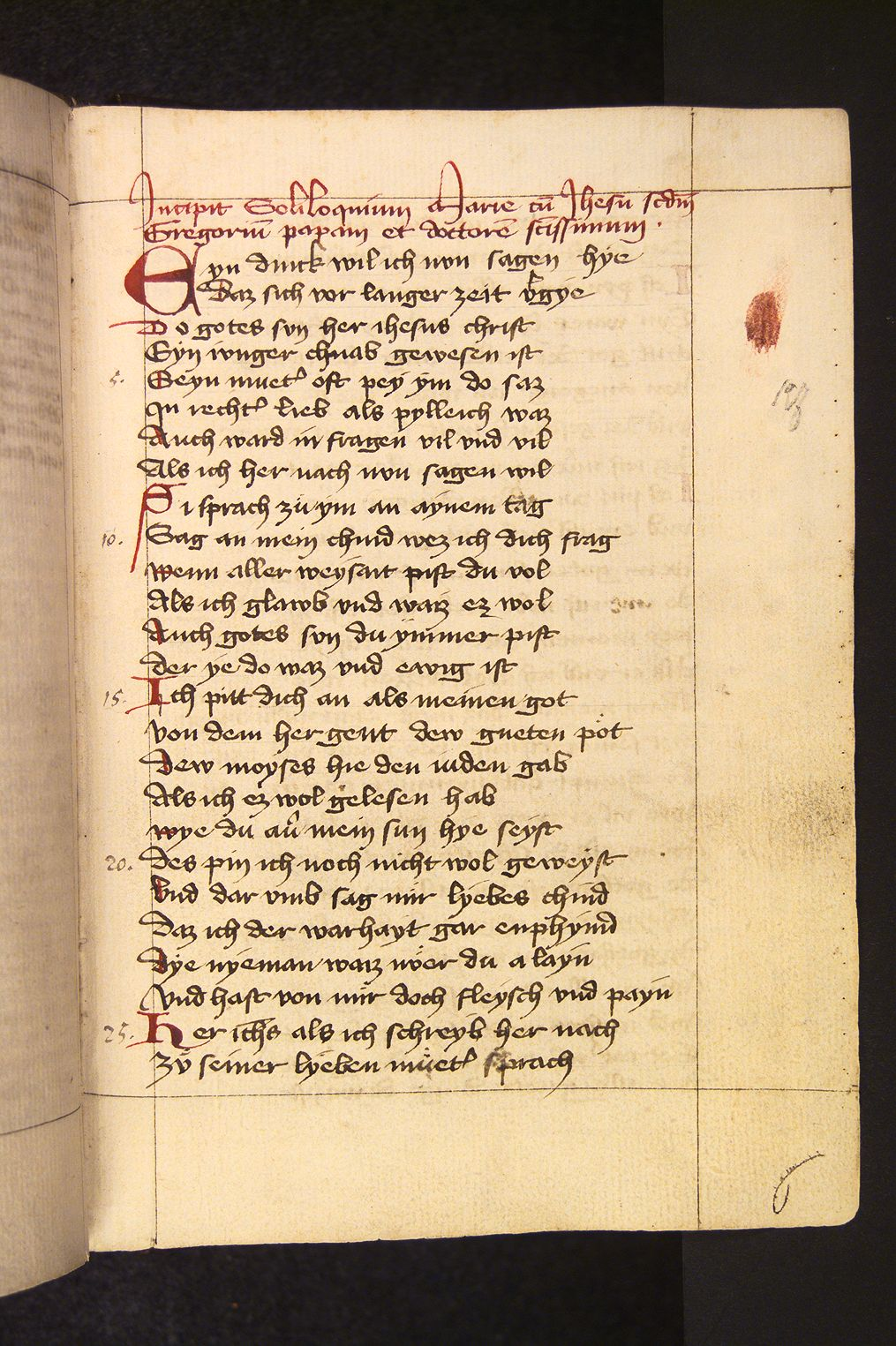
Universitätsbibliothek Graz, Ms. 856, fol. 197r: Beginn des Soliloquiums von Andreas Kurzmann

| Jncipit Soliloquium Marie cum Jhesu secundum Gregorium papam et doctorem sanctissimum Eyn dinck wil ich nvn sagen hye Daz sich vor langer zeit vergye Do gotes svn her ihesus christ Eyn ivnger chnab gewesen ist Seyn mueter oft pey ym do saz Jn rechter lieb als pylleich waz Auch ward in fragen vil vnd vil Als ich her nach nvn sagen wil Si sprach zu ym an aynem tag Sag an mein chind wez ich dich frag Wenn aller weysait pist du vol Als ich glawb vnd waiz ez wol Auch gotes svn du ymmer pist der ye do waz vnd ewig ist Ich pitt dich an als meinen got von dem her gent dew gueten pot Dew moyses hie den iuden gab Als ich ez wol gelesen hab wye du auer mein sun hye seyst Des pin ich noch nicht wol geweyst Vnd dar vmb sag mir lyebes chind Daz ich der warhayt gar enphynd Dye nyeman waiz nver du alayn Vnd hast von mir doch fleysch vnd payn Her ihesus als ich schreyb her nach Zv seiner lyeben mueter sprach | Hier beginnt das Zwiegespräch Marias mit Jesus nach Papst Gregor, dem heiligen Gelehrten Ich will euch nun etwas erzählen, das sich vor langer Zeit ereignete, als Gottes Sohn, unser Herr Jesus Christus, ein kleiner Junge war. Seine Mutter saß damals oft bei ihm ganz liebevoll, wie es sich gehört, und fragte ihn vielerlei, wie ich im Folgenden berichten werde. Eines Tages sprach sie zu ihm: „Erkläre mir, mein Kind, was ich dich frage, denn du bist voll von höchster Weisheit, wie ich glaube oder sicher weiß. Du bist ja seit jeher Gottes Sohn, der immer war und ewig sein wird. Ich bete zu dir als meinem Gott, von dem die rechten Gebote kommen, die Moses hier den Juden gab, wie ich gelesen habe. Wie du aber mein Sohn geworden bist, darüber bin ich noch zu wenig unterrichtet, und daher erkläre es mir, liebes Kind, damit ich die Wahrheit ganz aufnehmen kann, die niemand kennt außer dir allein, der du doch durch mich Fleisch und Glieder hast.“ Wie ich gleich berichten werde, sprach Herr Jesus zu seiner lieben Mutter: |

Andreas Kurzmann: Soliloquium Marie cum Jhesu. Diplomatischer Abdruck nach der Handschrift Graz, UB, Cod. 856 und Übertr. ins Nhd. v. Andrea Hofmeister. Universitätsverein Steir. Literaturpfade d. MA., Graz 2012 (= Texte zu den Steirischen Literaturpfaden des Mittelalters. Band 1). S. 3. V. 1-26 (+Überschrift).
Der Text wurde zwischen 1428 und 1431 von Kurzmanns Mitbruder Heinrich Schäbel im Zisterzienserstift Neuberg an der Mürz abgeschrieben.

## Neuzeitliche Rezeption
Steirischer Literaturpfad des Mittelalters in Neuberg an der MürzDas Soliloquium des Andreas Kurzmann – Glaubensgeheimnisse im Gespräch
Die „Steirischen Literaturpfade des Mittelalters“ bilden seit 2012 ein einzigartiges Netzwerk aus acht Themenpfaden, die ihren Gästen aus nah und fern spannende Werke der mittelalterlichen Literatur der Steiermark direkt am Ort ihrer Entstehung oder Überlieferung näher bringen.
Mit einer Länge von 1,5 Kilometern führt der Neuberger Literaturpfad in der malerischen Kulisse des Münsters um das Stift. Man wird Zeuge des vertraulichen Gesprächs der Gottesmutter mit ihrem Sohn, erhält schrittweise Frage und Antwort über die wichtigsten Glaubensfragen und kann nur erahnen, wie Bruder Andreas sein Werk in den ehrwürdigen Mauern des Klosters niederschrieb.
Anthologie zu den Steirischen Literaturpfaden des Mittelalters
Das Buch verdeutlicht die enge Verbindung zwischen literarischer Vergangenheit und unserer Gegenwart. Texte von Gegenwartsautorinnen und -autoren werden literarischen Zeugnissen aus dem Umfeld der Steirischen Literaturpfade des Mittelalters an die Seite gestellt und treten so in Zwiesprache mit der mittelalterlichen Literatur und ihrer geistigen Umgebung. Auch Andreas Kurzmann und seiner Dichtung sind in den über 300 Seiten der Anthologie drei Texte gewidmet.
Arbeitskoffer zu den Steirischen Literaturpfaden des Mittelalters
Der Arbeitskoffer zu den Steirischen Literaturpfaden des Mittelalters versteht sich als Ergänzung zum bildungstouristischen Angebot der Steirischen Literaturpfade des Mittelalters und bietet ein innovatives didaktisches Vermittlungsangebot, in dessen Zentrum die mittelalterliche Literatur der Steiermark steht. Das Textportal des Projekts bietet eine Online-Textausgabe, eine neuhochdeutsche Übersetzung und Unterrichtsmaterial zum Soliloquium Marie cum Jhesu.
Ausstellung #dichterleben - Mittelalterliche tweets aus der Steiermark
Die Ausstellung zu 5 herausragenden Dichterpersönlichkeiten der (mittelalterlichen) Steiermark wurde vom Universitätsverein Steirische Literaturpfade des Mittelalters in Zusammenarbeit mit dem Sparkling Science Projekt Arbeitskoffer zu den Steirischen Literaturpfaden des Mittelalters gestaltet. Seit Mai 2016 werden poetische Botschaften und historische Lebenszeugnisse von Andreas Kurzmann und seinen Dichterkollegen Ulrich von Liechtenstein, Herrand von Wildon, Hugo von Montfort sowie dem Mönch Bruder Philipp von Seitz im Steiermärkischen Landesarchiv in Graz auf ganz besondere Weise in Szene gesetzt.
AnthologieMaria in Steiermark. Gedichte aus neun Jahrhunderten
Die im Jahre 1926 im Grazer Moser-Verlag erschienene Anthologie enthält neben weiteren Mariendichtungen wie beispielsweise Bruder Philipps von Seitz oder Gundackers Auszüge aus zwei Texten von Andreas Kurzmann (Soliloquium, Speculum). Die Texte des Bandes wurden von Julius Franz Schütz zusammengetragen und ausgewählt, die Auszüge Kurzmanns folgen der Edition von Anton Emmanuel Schönbach.

## Textausgaben
- Andreas Kurzmann: Soliloquium Marie cum Jhesu. Diplomatischer Abdruck nach der Handschrift Graz, UB, Cod. 856 und Übertr. ins Nhd. v. Andrea Hofmeister. Universitätsverein Steir. Literaturpfade d. MA. Graz 2012 (= Texte zu den Steirischen Literaturpfaden des Mittelalters. Band 1).
- Andreas Kurzmann: De quodam moriente – Von ainem mann der do sterben woldt. Textabdruck nach der Handschrift Salzburg, UB, Cod. M I 138, fol. 249r–251r, und Übersetzung von Andrea Hofmeister-Winter.